# Supercoppa rumena 2017 (pallavolo maschile)
La Supercoppa rumena 2017 si è svolta il 30 settembre 2017: al torneo hanno partecipato due squadre di club rumene e la vittoria finale è andata per la prima volta all'Arcada Galați.

## Regolamento
Le squadre hanno disputato una gara unica.

## Squadre partecipanti
| Squadra       | Qualificazione                      | Ultima partecipazione |
| ------------- | ----------------------------------- | --------------------- |
| Zalău         | Vincitrice Divizia A1 2016-17       | Debutto               |
| Arcada Galați | Vincitrice Coppa di Romania 2016-17 | Debutto               |

## Torneo
| 30 settembre 2017 Sala Sporturilor Olimpia, Ploiești Durata: 1h:59 - Spettatori: 200 | Zalău | 1 - 3 | Arcada Galați | 25-17, 24-26, 24-26, 21-25 |